# Влада Косова (ПИС)
Влада Косова (ПИС) је извршни орган у систему привремених институција самоуправе (ПИС) на Косову и Метохији. Установљена је Уставним оквиром за привремену самоуправу од 15. маја 2001. године, који је донео УНМИК. Бира се од стране Скупштине Косова. Према тексту Уставног оквира, званичан назив овог тела гласио је само „Влада” (енгл. Government), али временом се у јавности одомаћио и назив „Влада Косова”, који је постао колоквијалан.

## Историја
Након усвајања Резолуције 1244 Савета безбедности Уједињених нација (1999), подручје Аутономне Покрајине Косово и Метохија стављено је под управу Привремене административне мисије Уједињених нација на Косову (УНМИК), након чега је дотадашње привремено Извршно веће Аутономне Покрајине Косово и Метохија онемогућено да настави са остваривањем својих функција на подручју Косова и Метохије.
Резолуција 1244 дефинисала је Косово као део територије Савезне Републике Југославије, која је 2003. године трансформисана у Државну заједницу Србије и Црне Горе, а чији је континуитет 2006. године наследила Република Србија. Упркос томе, УНМИК је већ крајем 1999. године успоставио Заједничку привремену административну структуру (ЗПАС), а потом је 15. маја 2001. године прогласио Уставни оквир за привремену самоуправу. Тиме су на подручју Косова и Метохије успостављене привремене институције самоуправе (ПИС), међу којима је била и Влада Косова, која је формирана након првих избора за Скупштину Косова, одржаних 17. новембра 2001. године.
У периоду од 2001. до 2008. године, питање о учествовању или неучествовању у скупштинским изборима и раду разних влада које су се смењивале, било је једно од најзначајнијих политичких питања за косовско-метохијске Србе. Упркос формално проглашеним правима, Срби су на том подручју били изложени насиљу и систематском прогону, што је кулминирао мартовским погромом (2004).
Посланици албанске народности у Скупштини су 17. фебруара 2008. године извршили једнострано проглашење независности Републике Косово, а потом је 15. јуна исте године усвојен и Устав Републике Косово, чиме је албанска страна престала да примењује првобитни Уставни оквир из 2001. године, а дотадашња Влада Косова трансформисана је у Владу Републике Косово.